# Коста Бичинов
Коста (Кръстьо) Минов Бичинов или Бицинов е български революционер, терорист на Вътрешната македонска революционна организация.

## Биография
Коста Бичинов е роден в костурското село Мокрени. Емигрира оттам и дълги години живее в САЩ. След 1919 година се завръща в България и се присъединява към революционното движение в Македония като четник в Костурската чета. През 1926 година влиза в Македония с четата на Петър Ангелов. Принудени са да се изтеглят в Албания, където са арестувани от местните власти. Същата година Коста Бичинов и Лазар Мулев убиват сърбоманина Спас Хаджипопов в Битоля, след което се оттеглят в България по тайни канали. След убийството на Александър Протогеров през 1928 година застава на страната на групата на Протогеровистите. На 21 февруари 1933 година Герман Петров и съучастниците му Коста Бичинов, Харалампи Каракашев, Наум Журков и Сребро Дилев убиват Мане Накашев. През септември 1933 година Бичинов се разочарова от протогеровисткото крило във ВМРО заради връзките му със звенарите, комунистите и сръбското разузнаване, и минава на страната на михайловистите, предоставяйки данни за бъдещата дейност и планове на бившите си съратници.